# Mesoclemmys dahli
Mesoclemmys dahli là một loài rùa trong họ Chelidae. Loài này được Zangerl & Medem mô tả khoa học đầu tiên năm 1958.